# عبد الوهاب المزين
عبدالوهاب المزين (1940-) عسكري كويتي سابق يحمل رتبة لواء ركن ، ويعد أحد ابرز قادة المقاومة الكويتية إبان الغزو العراقي للكويت عام 1990 ، تم أسره في 20 أكتوبر 1990 من قبل المخابرات العراقية ومازال مصيره مجهولا الى الآن .

## عن حياته
ولد عبدالوهاب بن عبداللطيف بن محمد المزيّن ، في مدينة الكويت وتحديدا في فريج المزاينة بمنطقة المرقاب في عام 1940 ، وتلقى تعليمه في مدارس الكويت ، و أنهى دراسته في ثانوية الشويخ ثم التحق بأكاديمية ساندهيرست العسكرية الملكية لمدة أربع سنوات - تخصص مغاوير - ثم التحق ميدانيا بالقوات المسلحة الكويتية برتبة ملازم اول واسند اليه تأسيس قوات المغاوير ، وتتدرج بالسلك العسكري وعين في مجموعة مناصب ومنها مديرا للكلية العسكرية وملحقا عسكريا في سفارة الكويت في واشنطن ، حتى وصل الى رتبة لواء ركن عند التقاعد.

## إستقالته الشهيرة
ترك عمله بالقوات المسلحة الكويتية وإستقال بعد خدمة طويلة إحتجاجا على تصريح وزارة الدفاع الكويتية حول دخول بعض الجاليات العربية المشكوك بولائها (غير الكويتية) الى السلك العسكري الكويتي ايمانا منه لما لدى لهذه الجاليات من أطماع في الكويت ، ومن ثم إتجه الى العمل الحر وزاول نشاط تجارة الاسلحة و ذخائر الصيد وهي تجارة والده وعائلته .

## الحروب التي شارك بها
شارك في حرب 1967 و حرب أكتوبر 73 بجانب القوات المسلحة المصرية  و له دور بطولي في حرب 1967 حيث قام بعملية عسكرية ناجحة أدت الي إنقاذ مجموعة كبيرة من الجيش الكويتي من الهلاك في سيناء المصرية بعد ان عبر بهم سباحة من الضفة الشرقية الى الضفة الغربية من قناة السويس ، و حصل جراء هذا العمل البطولي على العديد من الاوسمة و شهادات التقدير من قادة القوات المسلحة المصرية.

## عودته وإعتقاله
اثناء إجتياح الجيش العراقي المحتل للكويت عام 1990، كان يقضي إجازته الخاصة في جنوب فرنسا ، حتي جاءه خبر الغزو العراقي للكويت فقطع أجازته وكلفه بشكل مباشر ولي العهد ورئيس مجلس الوزراء ( آنذاك ) الشيخ سعد العبد الله السالم الصباح و الشيخ نواف الأحمد الجابر الصباح وزير الدفاع ( آنذاك )  و الشيخ علي صباح السالم الصباح بتكليفه بتأسيس المقاومة الكويتية و قيادتها ووضع الخطط ، وأسس قوة عسكرية مع رفيق دربه العميد يوسف المشاري تسمي (مجموعة اللواء الركن عبدالوهاب المزين) والتي تضم كبار قيادات و ضباط الجيش الكويتي والشرطة و الحرس الوطني ، وقد وضعته المخابرات العراقية على قائمة المطلوبين رقم ( 1 ) ، و قام بفتح جميع مخازن شركة عائلته (المزين للأسلحة) ووزعها على خلايا المقاومة كما قام بتهريب المناضلة أسرار القبندي و من ثم العودة بها إلى الكويت و تهريب عدد من أفراد الاسرة الحاكمة الكويتية و تهريب الاشرطة و الديسكات الخاصة بدولة الكويت ، وأستمر في دوره المناط به كقائد لخلية المقاومة الذي أسسها حتي يوم إعتقاله في مساء يوم السبت العشرين من أكتوبر عام 1990 حيث كان اللواء عبدالوهاب المزين وزملائه مجتمعين في أحد المنازل في منطقة النزهة ، وكان هذا المنزل مراقبا من قبل المخابرات العراقية ، وفي تمام الساعة السابعة مساء قام الجنود العراقيون بمداهمة المنزل وتم إعتقالهم جميعا وأخذهم الى مخفر النزهة بعد ربطهم وتعصيب أعينهم ، بعد ذلك تم نقلهم الى محافظة العاصمة ومنها الى قصر نايف وبدؤوا التحقيق معهم وعن طبيعة أعمالهم ووظائفهم مع استخدام كافة وسائل التعذيب والضرب ، وأستمرت التحقيقات معهم لمدة 3 أيام بلا أكل أو ماء ، وبعد انتهاء التحقيقات تم إكتشاف أن بعضهم ضباط في بالجيش الكويتي ، وبعد شهر تم أخذه مع زملائه الى المنزل وقاموا بتصويرهم صوراً شخصية وبعد ذلك تم ترحيلهم الى قصر نايف مرة أخرى ومن ثم الى سجن الأحداث مع مجموعة من الكويتيين عددهم 50 شخصا تقريبا حتى بداية عام 1991 ، وحاولت أسرته مرارا باطلاق سراحه عبر دفع مبالغ طائلة المخابرات العراقية ولكن لم يُكتَب لهم النجاة ، وبقي مصيره مجهولا الى الان.

## اماكن سميت باسمه
- تم تسمية ميدان الرماية في كلية علي الصباح العسكرية باسمه تخليدا لذكراه.[3]